# تکامل زبان‌ها
تکامل زبان‌ها یا تاریخ زبان شامل تکامل، واگرایی و توسعه زبان‌ها در طول زمان است که بر پایه زمان‌شناسی زبان، زبان‌شناسی تطبیقی، اسناد مکتوب و سایر تکنیک‌های زبان‌شناسی تاریخی بازسازی شده‌اند. منشأ زبان مبحثی است که به شدت مورد مناقشه قرار گرفته است و برخی از زبان‌ها به‌طور آزمایشی به دوران پارینه سنگی بازمی‌گردند. با این حال، سوابق باستان‌شناسی و مکتوب تاریخ زبان را به دوران باستان و نوسنگی گسترش می‌دهند.
توزیع زبان‌ها در طول زمان به‌طور اساسی تغییر کرده‌است. زبان‌های منطقه‌ای عمده مانند ایلامی، سغدی، یونانی کوئینه یا ناهواتل در دوران باستان، پس از کلاسیک و اوایل مدرن به دلیل تغییر موازنه قدرت، درگیری و مهاجرت توسط دیگران پیشی گرفته‌اند. وضعیت نسبی زبان‌ها نیز تغییر کرده‌است، همان‌طور که با کاهش برجستگی فرانسوی و آلمانی نسبت به انگلیسی در اواخر قرن بیستم تغییر کرده است.

## پیش از تاریخ

### پارینه سنگی (۲۰۰/۰۰۰ تا ۲۰/۰۰۰ سال پیش)
زبان‌های بسیار متنوع نیلو-صحرا که برای اولین بار توسط جوزف گرینبرگ در سال ۱۹۶۳ به‌عنوان یک خانواده مطرح شد، ممکن است از دوران پارینه سنگی بالایی سرچشمه گرفته باشند. با توجه به وجود یک سیستم اعداد سه‌جانبه در زبان‌های نیلو-صحرای مدرن، N.A. Blench، زبان‌شناس، طبقه‌بندی‌کننده اسمی را در زبان اولیه استنباط کرد که بر اساس مسیرهای آبی در صحرا در طول «دوره مرطوب» دوره نوسنگی نیمه‌جمعی توزیع شده‌است.

### میان سنگی (۲۰/۰۰۰ تا ۸/۰۰۰ سال پیش)
در طول دهه‌های ۱۹۹۰ و ۲۰۰۰، محققان تلاش کردند تا زبان پروتو-آفریقایی را بازسازی کنند، که نشان می‌دهد احتمالاً بین ۱۸۰۰۰ تا ۱۲۰۰۰ سال پیش در سرزمین شام پدید آمده‌است، و این نشان می‌دهد که ممکن است از فرهنگ ناتوفی نشات گرفته باشد و قبل از انحراف به زبان‌های مختلف به آفریقا مهاجرت کرده باشد.

### نوسنگی (۱۲/۰۰۰ تا ۶/۵۰۰ سال پیش)
تحقیقات ژنتیکی جمعیت در دهه ۲۰۰۰ نشان می‌دهد که نخستین پیشینیان زبان‌های دراویدی احتمالاً در جنوب غربی ایران بین ۱۵۰۰۰ تا ۱۰۰۰۰ سال پیش صحبت می‌شدند، پیش از اینکه خیلی دیرتر به هند گسترش پیدا کردند.[۵] گروه سودانی شرقی از زبانهای نیلوصحرای ممکن است حدود ۷۰۰۰ سال پیش متحد شده باشند.
آریون رودریگز ظهور یک زبان پروتو-توپیانی را بین رودخانه‌های گواپوره و آریپوانا، در حوضه رودخانه مادیرا (مطابق با ایالت مدرن برزیلی رودونیا) در حدود ۵۰۰۰ سال پیش فرض می‌کند.